# ديفيد فراي
ديفيد فراي (بالإنجليزية: David Fry)‏ (5 يناير 1960 في المملكة المتحدة - ) هو لاعب كرة قدم بريطاني في مركز حراسة المرمى. لعب مع كريستال بالاس ونادي توركي يونايتد ونادي غيلينغهام ويوفل تاون ونادي فيشر أثليتيك ونادي تشيلتنهام تاون لكرة القدم ونادي ويموث.

## وصلات خارجية
- ديفيد فراي على موقع قاعدة بيانات كرة القدم.إي يو (الإنجليزية)